# World Veterans Federation
Die World Veterans Federation (WVF; deutsch Weltveteranenverband) ist die weltweit größte internationale Veteranen-Organisation. Sie besteht derzeit aus 170 Organisationen aus 93 Ländern und repräsentiert zwischen 25 und 30 Millionen Personen.
Der Verband ist eine humanitäre, wohltätige und friedensaktive Nichtregierungsorganisation. Der WVF hat seit 1951 einen beratenden Status bei den Vereinten Nationen.

## Ziele
Die Hauptziele des WVF sind die geistigen und materiellen Interessen der Veteranen und Kriegsopfer und ihrer Familien mit rechtlichen Mitteln zu verteidigen und der Einsatz für internationalen Frieden im Geist der Charta der Vereinten Nationen und für die Achtung der Menschenrechte und Grundfreiheiten, die in der internationalen Erklärung der Menschenrechte und anderen internationalen Vereinbarungen niedergelegt sind.

## Organisation
Die Organisation des WVF besteht aus folgenden Organen: eine Generalversammlung, ein Vorstand, drei Regionalausschüsse, ein ständiger Ausschuss für Frauen und ein Finanzausschuss. Der Vorstand setzt sich aus dem Präsidenten, dem Vizepräsidenten, vier weiteren Vizepräsidenten, den Generalsekretär und den Schatzmeister zusammen. Der Hauptsitz des WVF ist in Paris. Präsident ist derzeit der Malaie Datuk Hamid Ibrahim.
Die WVF umfasst derzeit drei Regionalausschüsse:
- Ständiger Ausschuss für afrikanische Angelegenheiten (SCAA)[1]
- Ständiger Ausschuss für Asien und den Pazifik (SCAP)[2]
- Ständiger Ausschuss für Europäische Angelegenheiten (SCEA)

Die Regionalausschüsse setzen sich aus Vertretern der Mitgliedsorganisationen in den entsprechenden geografischen Regionen zusammen. Jeder Regionalausschuss wählt einen Vorsitzenden, die kraft Amtes Vizepräsidenten des WVF sind.
Der ständige Ausschuss für Frauen besteht aus Vertretern für Frauenangelegenheiten aus den WVF Mitgliedsorganisationen und den Vorsitzenden der Arbeitsgruppen für Frauen in den Regionalausschüssen. Der Ausschuss wählt eine Vorsitzende aus den Reihen seiner Mitglieder, die kraft Amtes Vizepräsidentin des WVF ist.

## Geschichte
Die Gründungsversammlung fand vom 23. bis 27. November 1950 im UNESCO-Hauptquartier in Paris mit 43 Delegierten und Beobachtern statt. Die Delegierten kamen aus Belgien (6), Frankreich (14), Italien (4), Türkei (2), USA (9) und Jugoslawien (4). Die Beobachter waren aus Dänemark (1) und Finnland (3). Zum Präsidenten wurde der Franzose Albert Morel gewählt.
Auf der 2. Generalversammlung, die vom 27. bis 30. November 1951 in Belgrad stattfand, gab sich der Verband den Namen „The World Veterans Federation“.
Der Verband ist inzwischen von ein paar Vereinen aus acht Ländern auf mehr als 170 Organisationen aus 90 Ländern angewachsen. Gab es am Anfang nur Mitglieder aus Europa und den USA sind inzwischen alle Kontinente vertreten. Bemerkenswert ist die wachsende Zahl von Verbänden aus Entwicklungsländern.
Auch die Zusammensetzung und der Charakter der WVF-Mitgliedsverbände haben sich geändert. Der Verband setzt sich nicht mehr nur aus Verbänden von Veteranen und Opfern der beiden Weltkriege zusammen, sondern besteht inzwischen aus verschiedenen Organisationen von Veteranen, Ex-Soldaten, Opfern von Kriegen, Widerstandskämpfern, ehemalige Kriegsgefangene und Friedensinitiativen, deren individuelle Interessen, Bedürfnisse und Prioritäten sich teilweise erheblich unterscheiden.

## Deutsche Mitglieder
Der Sozialverband Deutschland (SoVD), der 1917 als Bund der Kriegsteilnehmer und Kriegsbeschädigten gegründet wurde, war zusammen mit dem Bund der Kriegsblinden Deutschlands e.V. (BKD) über mehrere Jahrzehnte Mitglied beim WVF. Beide Verbände haben ihre Mitgliedschaft wegen der Änderung ihrer Verbandsziele aufgekündigt. Der Deutsche Bundeswehrverband und der Beirat freiwillige Reservistenarbeit beim Verband der Reservisten der Deutschen Bundeswehr nehmen seit 2009 als Beobachter an Versammlungen und Sitzungen der WVF teil. Beide Verbände werden voraussichtlich ab November 2012 Vollmitglieder.